# Tiémoko Marc Garango
 (janvier 2021).
La mise en forme du texte ne suit pas les recommandations de Wikipédia : il faut le « wikifier ».
Les points d'amélioration suivants sont les cas les plus fréquents. Le détail des points à revoir est peut-être précisé sur la page de discussion.
- Les titres sont pré-formatés par le logiciel. Ils ne sont ni en capitales, ni en gras.
- Le texte ne doit pas être écrit en capitales (les noms de famille non plus), ni en gras, ni en italique, ni en « petit »…
- Le gras n'est utilisé que pour surligner le titre de l'article dans l'introduction, une seule fois.
- L'italique est rarement utilisé : mots en langue étrangère, titres d'œuvres, noms de bateaux, etc.
- Les citations ne sont pas en italique mais en corps de texte normal. Elles sont entourées par des guillemets français : « et ».
- Les listes à puces sont à éviter, des paragraphes rédigés étant largement préférés. Les tableaux sont à réserver à la présentation de données structurées (résultats, etc.).
- Les appels de note de bas de page (petits chiffres en exposant, introduits par l'outil «  Source ») sont à placer entre la fin de phrase et le point final[comme ça].
- Les liens internes (vers d'autres articles de Wikipédia) sont à choisir avec parcimonie. Créez des liens vers des articles approfondissant le sujet. Les termes génériques sans rapport avec le sujet sont à éviter, ainsi que les répétitions de liens vers un même terme.
- Les liens externes sont à placer uniquement dans une section « Liens externes », à la fin de l'article. Ces liens sont à choisir avec parcimonie suivant les règles définies. Si un lien sert de source à l'article, son insertion dans le texte est à faire par les notes de bas de page.
- La présentation des références doit suivre les conventions bibliographiques. Il est recommandé d'utiliser les modèles {{Ouvrage}}, {{Chapitre}}, {{Article}}, {{Lien web}} et/ou {{Bibliographie}}. Le mode d'édition visuel peut mettre en forme automatiquement les références.
- Insérer une infobox (cadre d'informations à droite) n'est pas obligatoire pour parachever la mise en page.

Pour une aide détaillée, merci de consulter Aide:Wikification.
Si vous pensez que ces points ont été résolus, vous pouvez retirer ce bandeau et améliorer la mise en forme d'un autre article.
Tiémoko Marc Garango, né le 27 juillet 1927 à Gaoua, en Haute-Volta et mort le 6 mars 2015 à Ouagadougou,, est un général, intendant militaire, diplomate, ministre des finances et homme politique burkinabé.

## Jeunesse et études
Tiémoko Marc Garango naît le 27 juillet 1927 à Gaoua, chef-lieu du département de Gaoua ainsi que de la province du Poni dans la région du Sud-Ouest au Burkina Faso.
Il fait ses études secondaires au Lycée Sainte-Geneviève, à Versailles en France. Puis entreprend en 1963 des études supérieures successivement dans les facultés de droit et sciences économiques de Dakar, Paris, Aix-en Provence, ainsi qu’à l’Institut d'études politiques d'Aix-en-Provence.
En 1965, il entame une formation militaire en France. Il entre au Centre d’enseignement militaire supérieur de Paris (école supérieure de l’intendance) et poursuivra sa spécialisation à l’École des commissaires de l'air à Salon-de-Provence.
Il est licencié en droit public et sciences politiques, diplômé de l’école supérieure de l’intendance et de l’auditorat de l’institut des sciences politiques d’Aix-en- Provence.

## Parcours politique et diplomatique
En 1966 : ministre des Finances et du Commerce, du premier gouvernement militaire formé par le général Sangoulé Lamizana. 

En  1966 : ambassadeur extraordinaire et plénipotentiaire de Haute-Volta (non résident) auprès de la République de Chine.
Tiémoko Marc Garango avait été nommé en 1966 ambassadeur non-résident en Chine, actuelle République de Chine-Taïwan que l’on appelait alors « Chine nationaliste ». Les relations entre la Haute-Volta et Taïwan avaient été établies le 14 décembre 1961 et dureront jusqu’en septembre 1973. Taipeh l’emportera à nouveau sur Pékin à compter du 2 février 1994. 

[Le] jeudi 24 mai 2018, [Ouagadougou] a annoncé la fin officielle de vingt-quatre ans de relation diplomatique avec Taïwan, au profit de la République populaire de Chine.
De 1966-1976 : gouverneur du Fonds monétaire international.
De 1968-1970 : président de la Banque centrale des États de l’Afrique de l’Ouest (1968-1970).
De 1972-1975 : président du comité des ministres des finances chargé de la réforme des institutions de l’Union monétaire ouest-africaine.
De 1977-1981 : ambassadeur extraordinaire et plénipotentiaire en République fédérale d’Allemagne.
De 1981-1983 : ambassadeur auprès des États-Unis.
En 1990 : vice-président du Conseil économique et social et président de la Commission de concertation État/secteur privé.
De 1994-2000 : Médiateur du Faso.

## Politique d'austérité économique, "la garangose"
Ministre des finances de 1966 à 1976, il va instaurer une politique de rigueur et d'austérité budgétaire, surnommée la « garangose »,,,.
Au ministère des Finances et du Commerce durant 10 ans, le général Tiémoko Marc Garango est le premier président de la Banque centrale des États de l’Afrique de l’Ouest de 1968 à 1970. Il sera gouverneur du Fonds monétaire international de 1966 à 1976 et Président du Comité des Ministres des Finances chargé de la réforme des institutions de l’Union monétaire ouest-africaine de 1972 à 1975.

Le général Garango est l’auteur du « redressement financier de la Haute-Volta,» à la suite de ce qui a été décrit comme un « traitement de choc »,.
Rapidement, Garango va dresser l’état des lieux ; ce sera l’objet d’un rapport intitulé : « Redressement financier de la République de Haute-Volta ». Il sera présenté en conseil des ministres le 7 février 1966 (et édité sous forme de livre blanc en 1971). « Seule l’armée, pétrie d’honneur et d’abnégation, portée par son sens élevé du devoir et du sacrifice, pouvait constituer l’unique recours. Elle prit ses responsabilités sans hésiter et s’attaqua à bras-le-corps à une situation jugée désespérée. Elle assuma le devoir de mener à bien cette tâche difficile, mais combien noble et exaltante », s’enthousiasmera Lamizana. Zéphirin Diabré, leader de l’ex-opposition politique, lui-même ancien ministre des Finances, a dit le jour des obsèques de Garango : « Dans notre histoire moderne, c’est clairement le meilleur ministre des Finances que nous n’ayons jamais eu. Le travail qu’il a fait […] est un travail de grand génie. Toute la réglementation financière que le pays a aujourd’hui provient de lui ».
Un Institut pour la gouvernance et le développement porte son nom à Ouagadougou.

## Pendant la première révolution burkinabè et après
Thomas Sankara reprendra et amplifiera la politique d'austérité budgétaire du général Garango qui, en dépit de ses mérites, connaitra l’internement administratif sans motif sous la première révolution burkinabè. Cette période suivie d'une longue traversée du désert prendra fin lors de la première Conférence annuelle de l’administration publique (CAAP) à la Maison du Peuple (27 au 30 septembre 1993) où l'on redécouvrira le général Garango.

## Décorations
- Grand Croix de l’Ordre national du Burkina Faso
- Grand Cordon de l’Ordre national de l’Étoile brillante de la République de Chine
- Commandeur de la Légion d’Honneur française[15]
- Commandeur de l’Ordre national de la République de Côte d’Ivoire
- Décoration du Pape Paul VI du Vatican
- Médaille militaire et Croix de guerre françaises[15]